# Afstandspaal

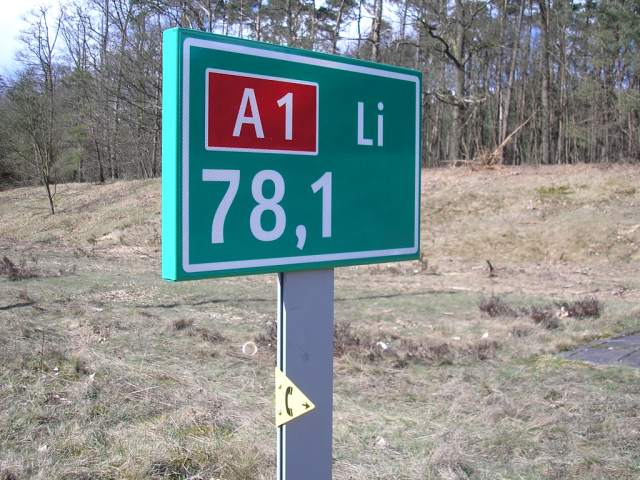
Hectometerpaal (met wijzer naar praatpaal)

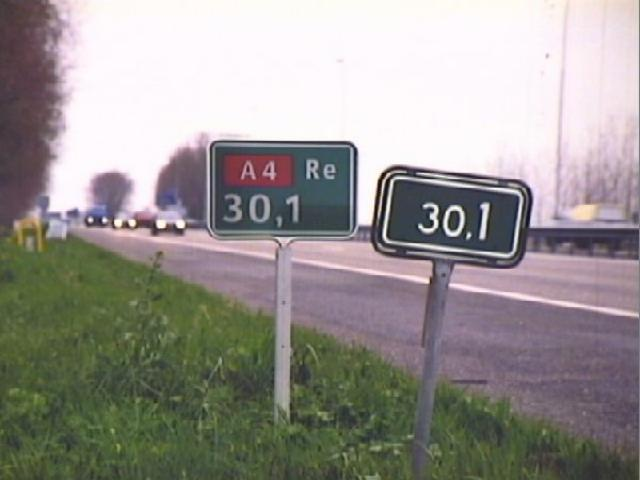
Oud en nieuw bord tijdens proefperiode

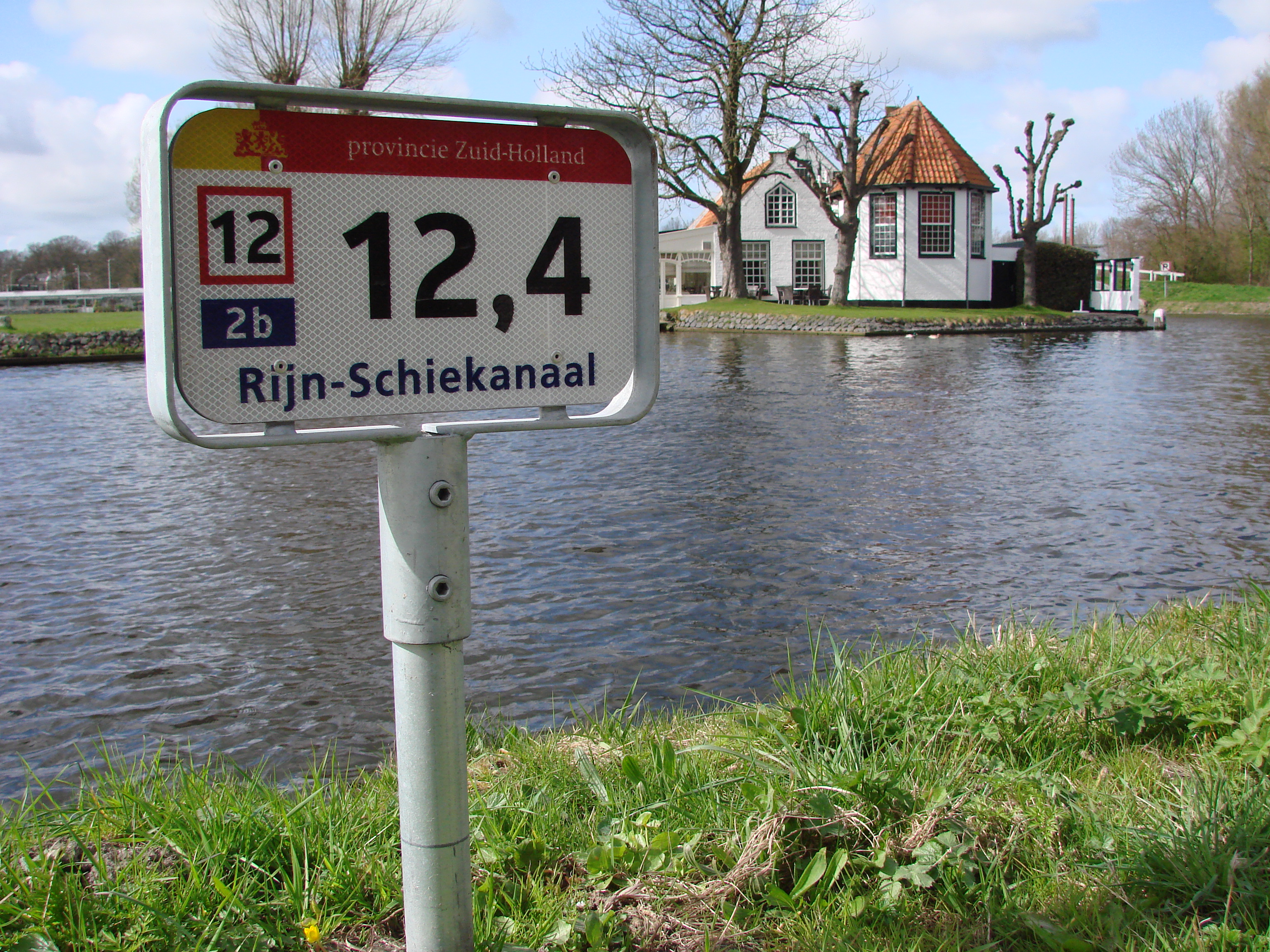
Een provinciaal bord langs het Rijn-Schiekanaal

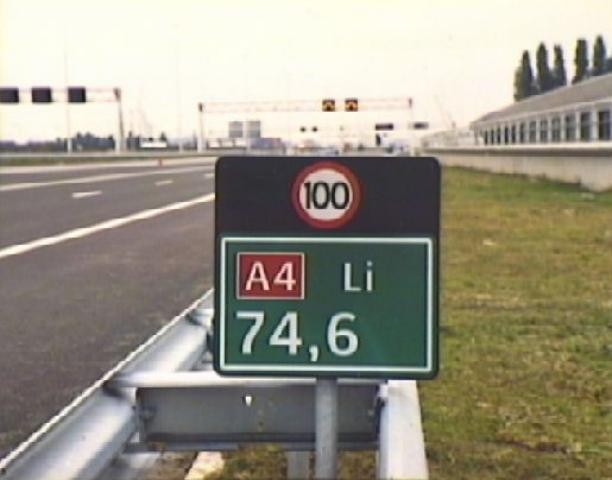
Hectometerbord met snelheidslimiet. Li geeft aan dat de nummering in kijk- en rijrichting afloopt.

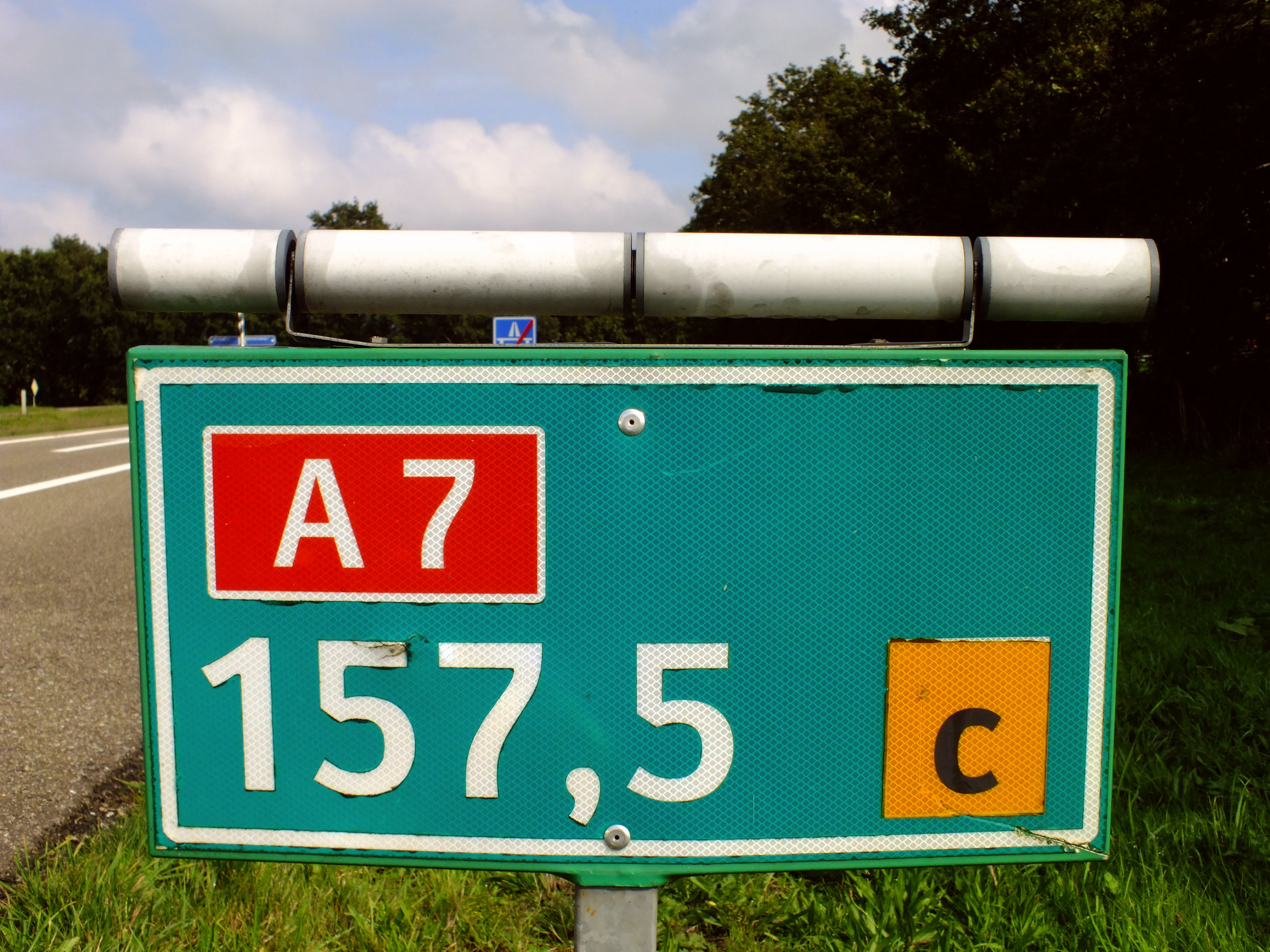
Hectometerbord met anti-uilenrol en "c"-aanduiding (afrit hoofdrijbaan links)

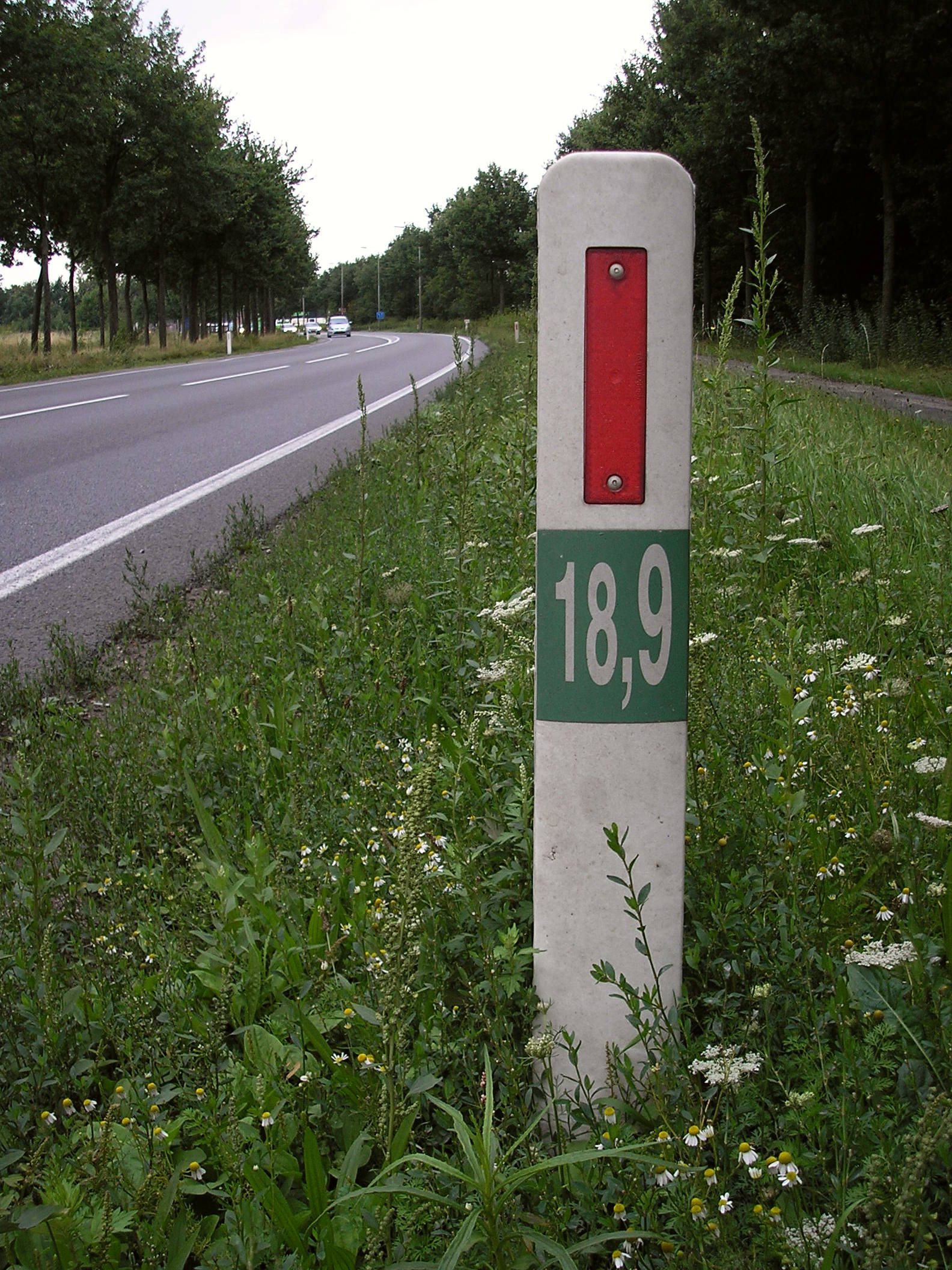
Reflectorpaaltje met hectometeraanduiding

Een afstandspaal is een paal die langs wegen staat en waarop de afstand tot een bepaald startpunt is aangegeven. Zo staat er in Nederland een hectometerpaal of hectometerbord op elke 100 meter op rijks- en provinciale wegen. De markering is tegenwoordig ook aanwezig langs de rijks- en provinciale vaarwegen. In België staan er hectometerpalen op de gewestwegen (N-wegen) en autosnelwegen. Een variant is een kilometerpaal, die op elke kilometer staat. De hoofdfunctie is het efficiënt lokaliseren van een positie langs de weg, voor bijvoorbeeld het aansturen van hulpdiensten of wegwerkers. De palen geven in principe de afstand vanaf het begin van de weg in kilometers.

Het kan voorkomen dat er in de nummering een stuk wordt overgeslagen.
In vroegere tijden hadden mijlpalen een gelijkaardige rol.

## Nederland

### Oud en nieuw
Op 14 februari 2000 maakte minister van Verkeer en Waterstaat Tineke Netelenbos bekend dat er nieuwe hectometerpaaltjes geïntroduceerd zouden worden met meer informatie erop dan voorheen. Zo is op de nieuwe modellen op plekken langs de snelweg waar een afwijkende maximumsnelheid geldt boven het eigenlijke hectometerpaaltje een veld met een verbodsbordje opgenomen dat de snelheidslimiet aangeeft - dit ter vervanging van de tot die tijd gebruikelijke "kaasplankjes". Ook is er ruimte gereserveerd voor indicatie van het wegnummer, de rijbaan en aparte rijstroken zoals op- en afritten, parallelrijbanen, parkeerstroken et cetera.
De nieuwe borden zijn bovendien voorzien van een retroreflecterende laag, waardoor ze in het donker beter zichtbaar en leesbaar zijn.
Voorheen stond op elk hectometerpaaltje een pijltje naar de dichtstbijzijnde praatpaal.

### Provinciale (vaar-)wegen
Ook veel provincies gebruiken de hectometerpalen ter ondersteuning van het onderhoudsplanning en om de (vaar-)weggebruiker duidelijk te maken dat zij de (vaar-)wegbeheerder zijn. Elke kilometer wordt dan de naam van de beheerder weergegeven. Andere provincies hebben de hectometerpaaltjes juist afgeschaft en kilometertelling op de reflectorpaaltjes aangebracht.

### Rijkswegen
De nieuwe hectometerpalen van Rijkswaterstaat bevatten:
- een optioneel veld boven het bord met de maximumsnelheid, indien deze niet gelijk is aan 130 km/u of op plaatsen waar een dynamische maximumsnelheid geldt
- het wegnummer (bijvoorbeeld A28)
- de hectometeraanduiding (eenheid is kilometer)
- de rijbaanaanduiding (optioneel)
  - Re of Li staat voor rechter- of linkerbaan, kijkend in de richting waarin de nummering oploopt. Over het algemeen is dit de richting vanaf Amsterdam: Re staat aan de kant met rijrichting vanaf Amsterdam, Li staat aan de kant waar het verkeer in de richting van Amsterdam rijdt. Bij andere snelwegen die west-oost lopen (zoals de A12, A15 en A59), loopt de nummering op naar het oosten; bij de zuid-noord snelwegen (A27, A50, A73) naar het noorden.
  - Bij knooppunten, aansluitingen, verzorgingsplaatsen, parallelbanen, wisselstroken of een andere bijzondere situatie wordt er voor de takken naast de hectometeraanduiding een zwarte letter op een gele achtergrond geplaatst. De letters a t/m d worden gebruikt voor aansluitingen, de letters e t/m z (m.u.v. i, l, o) voor de rest. De letters zijn als volgt:

| Letter  | Richting            | Beschrijving                                                                      |
| ------- | ------------------- | --------------------------------------------------------------------------------- |
| a       | Hoofdrijbaan rechts | afrit                                                                             |
| b       | Hoofdrijbaan rechts | toerit                                                                            |
| c       | Hoofdrijbaan links  | afrit                                                                             |
| d       | Hoofdrijbaan links  | toerit                                                                            |
| e       | Hoofdrijbaan rechts | directe verbindingsboog van het laagste wegnummer naar het hoogste wegnummer      |
| f       | Hoofdrijbaan links  | directe verbindingsboog van het laagste wegnummer naar het hoogste wegnummer      |
| g       | Hoofdrijbaan rechts | semi-directe verbindingsboog van het laagste wegnummer naar het hoogste wegnummer |
| h       | Hoofdrijbaan links  | semi-directe verbindingsboog van het laagste wegnummer naar het hoogste wegnummer |
| j       | Hoofdrijbaan rechts | indirecte verbindingsboog van het laagste wegnummer naar het hoogste wegnummer    |
| k       | Hoofdrijbaan links  | indirecte verbindingsboog van het laagste wegnummer naar het hoogste wegnummer    |
| m of mo | oplopend            | rangeerbaan of parallelbaan van het laagste wegnummer                             |
| n       | aflopend            | rangeerbaan of parallelbaan van het laagste wegnummer                             |
| p       | oplopend            | verzorgingsplaats                                                                 |
| q       | aflopend            | verzorgingsplaats                                                                 |
| r       | Hoofdrijbaan rechts | directe verbindingsboog van het hoogste wegnummer naar het laagste wegnummer      |
| s       | Hoofdrijbaan links  | directe verbindingsboog van het hoogste wegnummer naar het laagste wegnummer      |
| t       | Hoofdrijbaan rechts | semi-directe verbindingsboog van het hoogste wegnummer naar het laagste wegnummer |
| u       | Hoofdrijbaan links  | semi-directe verbindingsboog van het hoogste wegnummer naar het laagste wegnummer |
| v       | Hoofdrijbaan rechts | indirecte verbindingsboog van het hoogste wegnummer naar het laagste wegnummer    |
| w       | Hoofdrijbaan links  | indirecte verbindingsboog van het hoogste wegnummer naar het laagste wegnummer    |
| x       | oplopend            | rangeerbaan van het hoogste wegnummer                                             |
| y       | aflopend            | rangeerbaan van het hoogste wegnummer                                             |
| z       |                     | bijzondere situaties, Wisselstrook                                                |

- directe verbindingsbogen zijn de bogen naar rechts, zoals de buitenste bogen van een 4-taksknooppunt;
- semidirecte verbindingsbogen zijn de bogen naar links, zoals de sterbogen bij Prins Clausplein of de turbinebogen bij knooppunt Almere;
- indirecte verbindingsbogen zijn de bogen naar rechts die het mogelijk maken om linksaf te slaan, zoals de lussen bij klaverbladen.

### Extra functies
Hectometerpaaltjes worden door de wegbeheerder regelmatig uitgerust met extra accessoires voor wildbescherming of om andere gewenste functionaliteit toe te voegen, zoals bijvoorbeeld een wildspiegel of wildmolen, anti-uilenrol of (in het verleden) een richtingsaanduiding voor de dichtstbijzijnde praatpaal.

## België

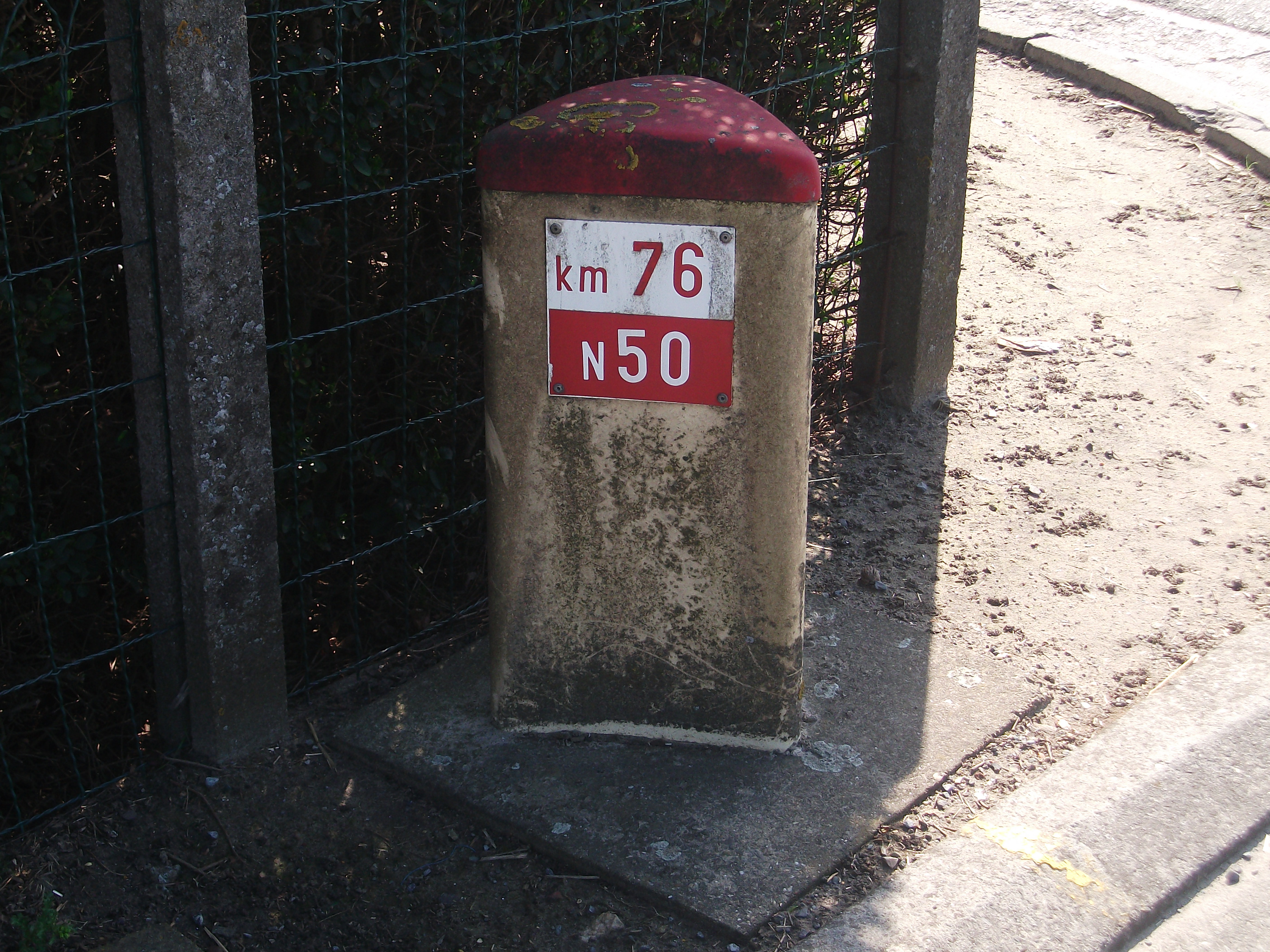
Kilometerpaal van de N50 Brugge-Bergen

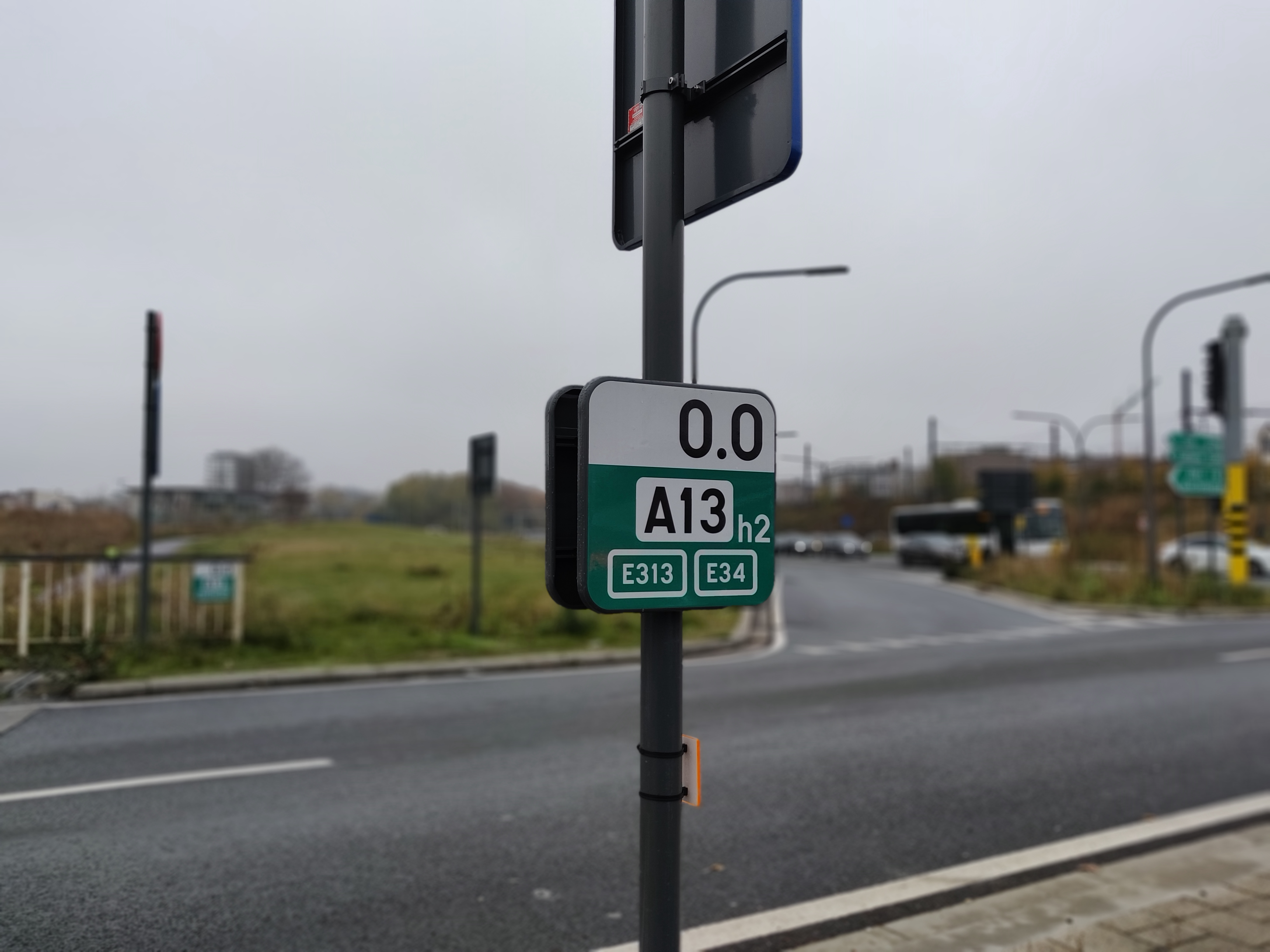
Hectometerpaal autosnelweg E313/E34/A13, nieuw Vlaams model 2018

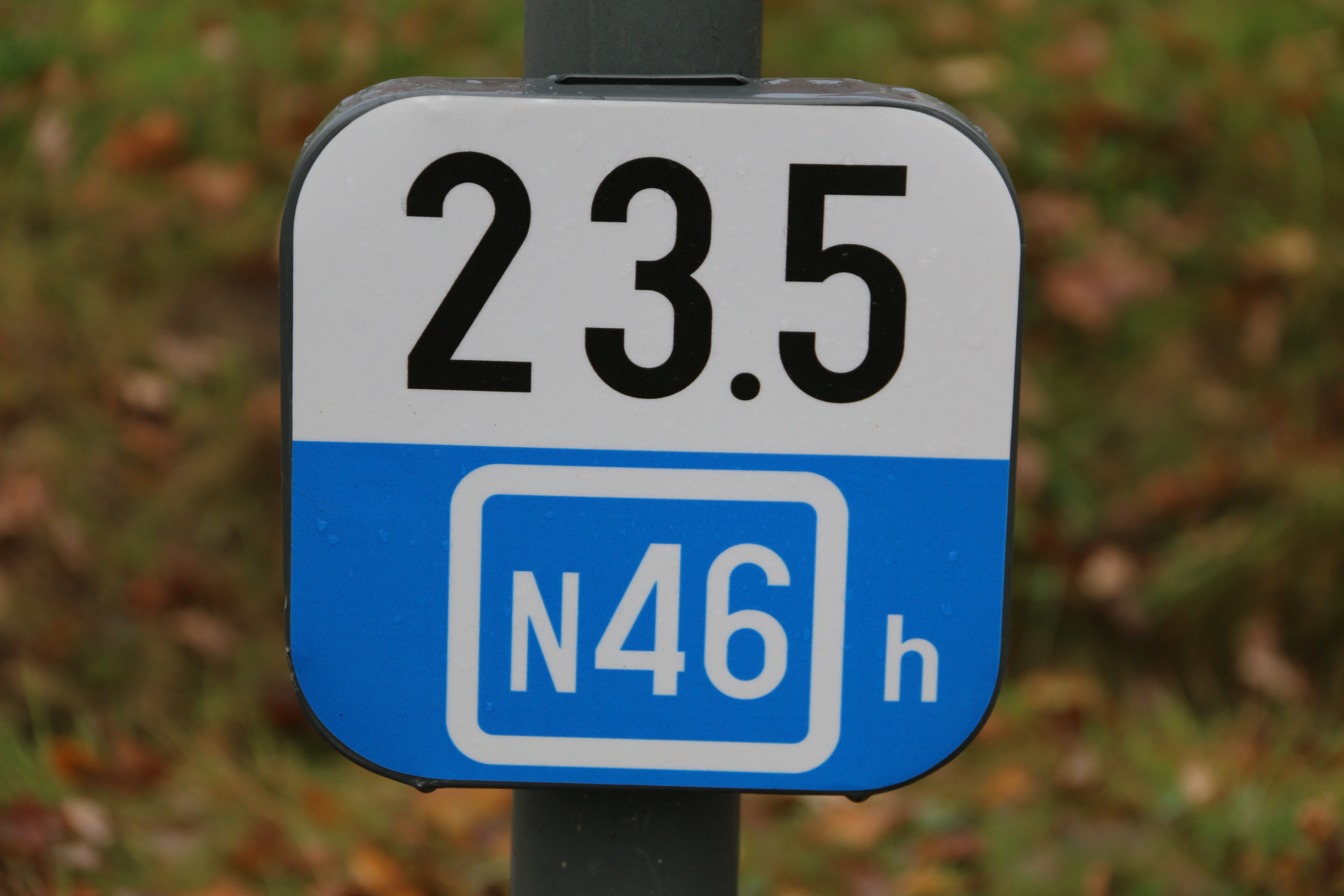
Hectometerpaal gewestweg N46, nieuw Vlaams model 2022

In België (tot 2017 in Vlaanderen, nog steeds in Brussel en Wallonië) zijn hectometerpalen wit met rood opschrift. Kilometerpalen hebben een markering van het aantal kilometers rood op wit bovenaan het bord, en een aanduiding van de desbetreffende weg wit op rood onderaan het bord. Op N-wegen zijn hectometerpalen uitgevoerd in kunststof in plaats van metaal. Op deze wegen zijn het kleine, lage kunststofbakken, met schuin naar de weg aflopende bovenkant met de hectometeraanduiding op. Er bestaan op N-wegen echter ook metalen borden op een paal.
Sinds 2017 worden er (enkel in Vlaanderen (Vlaams gewest)) nieuwe borden gebruikt, groen voor snelwegen en blauw voor de N-wegen. Bovenaan staat het aantal kilometers, en onderaan het A-, B-, N- of R-nummer, en indien van toepassing het E-nummer. Aan de rechterkant staat ook h, h1 of h2. De h staat voor hoofdweg, het nummer 1 duidt op de oplopende richting en 2 op de aflopende richting.

## Spanje
In Spanje worden de hectometerbordjes soms gebruikt in plaats van huisnummers. In plaats van het huisnummer geeft men dan het nummer van het dichtstbijzijnde hectometerbordje, soms zelfs als het adres zich in een zijstraat bevindt.